# Deranged
Deranged ist eine Death-Metal bzw. Deathgrind-Band aus Schweden, welche 2008 aufgelöst und 2009 wiedergegründet wurde.
Die Band hat es sich zur Aufgabe gemacht, ihre Musik so brutal und extrem wie möglich zu spielen. Ihr Stil orientiert sich am US-amerikanischen Death Metal. Der Name Deranged geht auf den gleichnamigen Film Deranged zurück, welcher sich thematisch mit dem Serienmörder Ed Gein befasst.

## Geschichte
Die Band wurde 1991 gegründet. Die erste 7"-EP ... The Confessions Continues wurde von der BPjM indiziert. Nach mehreren Demos und EPs erhielt Deranged einen Vertrag beim spanischen Label Repulse Records. Im Anschluss wechselte die Band zu Regain Records, dem Label des damaligen Sängers Per Gyllenbäck. Nach dem Ausstieg von Gyllenbäck und der Unzufriedenheit über die Arbeit, des zu dieser Zeit noch sehr kleinen Labels, wechselte Deranged zu Listenable Records. Dort wurde auch das Konzeptalbum Plainfield Cemetery veröffentlicht, welches sich mit den Taten des Serienmörders Ed Gein befasst. Seit 2007 steht die Band wieder bei dem mittlerweile stark gewachsenen Label Regain Records unter Vertrag.
Von einigen Bandmitgliedern wurden die Projekte Murder Corporation und Killaman gegründet.

## Diskografie
- 1991: ...The Confessions of a Necrophile (Demo)
- 1993: ...The Confessions Continues (7"-Single)
- 1994: Upon the Medical Slab (7"-Single)
- 1994: Architects of Perversions (EP)
- 1995: Rated X (Album)
- 1996: Sculpture of the Dead (EP)
- 1998: High on Blood
- 1999: III
- 2001: Deranged
- 2001: Split mit Abscess
- 2002: Plainfield Cemetery
- 2006: Obscenities in B-Flat
- 2008: The Redlight Murder Case
- 2011: Cut Carve Rip Serve
- 2016: Struck By a Murderous Siege